# Delfines del Carmen Fútbol
Delfines del Carmen Fútbol ist die Bezeichnung für eine im Jahr 2012 gegründete  Fußballmannschaft in der Ciudad del Carmen im mexikanischen Bundesstaat Campeche und nicht zu verwechseln mit der bereits 2011 gegründeten Baseballmannschaft Delfines del Carmen Béisbol.

## Geschichte
Vor Beginn der Saison 2012/13 wurde mit der Fußballmannschaft der Delfines del Carmen ein neues Franchise ins Leben gerufen, um einen Startplatz in der drittklassigen Segunda División zu erhalten, wo die Delfines der Gruppe 2 zugeteilt wurden.
Nachdem die Apertura 2012 mit der ausgeglichenen Bilanz von jeweils fünf Siegen, Remis und Niederlagen nur auf dem zwölften Platz abgeschlossen und die Liguillas verpasst wurden, beendete die Mannschaft die Clausura 2013 mit zehn Siegen, drei Remis und zwei Niederlagen auf dem zweiten Platz, scheiterte aber bereits im Achtelfinale der Liguillas gegen die Ocelotes de la UANCH.
Für die Saison 2013/14 erwarben die Delfines die Lizenz zur Teilnahme an der zweiten Liga, zogen sich aber am Ende der Saison wieder aus dieser Liga zurück.